# Robert McClelland (amerikansk politiker)

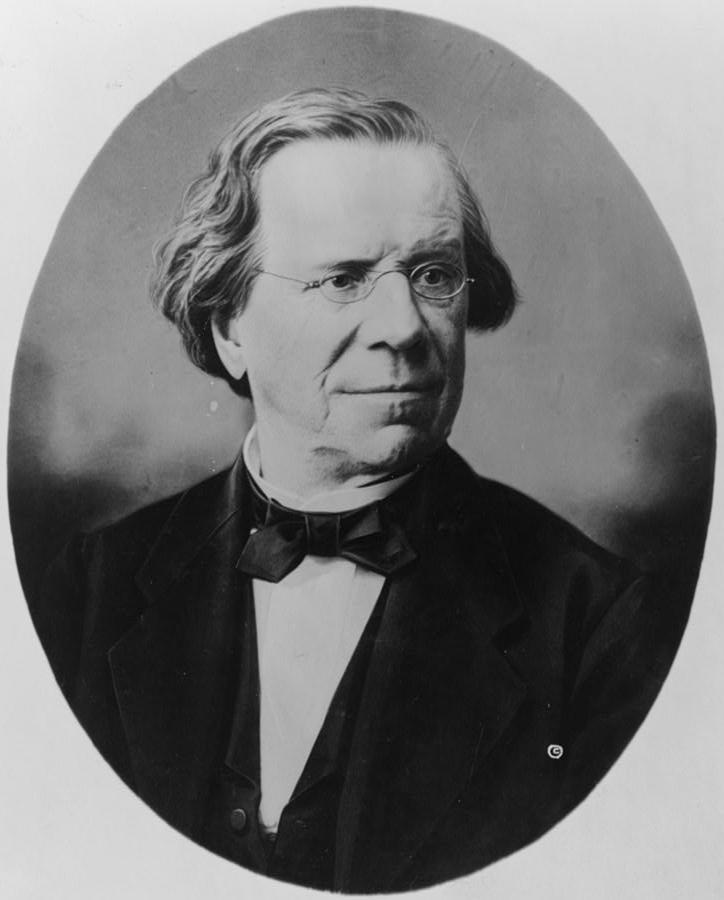
Robert McClelland.

Robert McClelland, född 1 augusti 1807 i Greencastle, Pennsylvania, död 30 augusti 1880 i Detroit, Michigan, var en amerikansk demokratisk politiker. Han var guvernör i delstaten Michigan 1852-1853. Han tjänstgjorde som USA:s inrikesminister under Franklin Pierce 1853-1857.
McClelland utexaminerades 1829 från Dickinson College. Han inledde 1832 sin karriär som advokat i Pennsylvania. Han flyttade 1833 till Michiganterritoriet.
McClelland var 1841 borgmästare i Monroe, Michigan. Han var sedan ledamot av USA:s representanthus 1843-1849. Han efterträdde 1852 John S. Barry som guvernör i Michigan. Han avgick redan följande år för att tillträda som USA:s inrikesminister. Han efterträddes 1857 som minister av Jacob Thompson.
McClelland avled 1880 och gravsattes på Elmwood Cemetery i Detroit.